# Exocentrus bicoloripennis
Exocentrus bicoloripennis là một loài bọ cánh cứng trong họ Cerambycidae.